# 端島 (山口県)

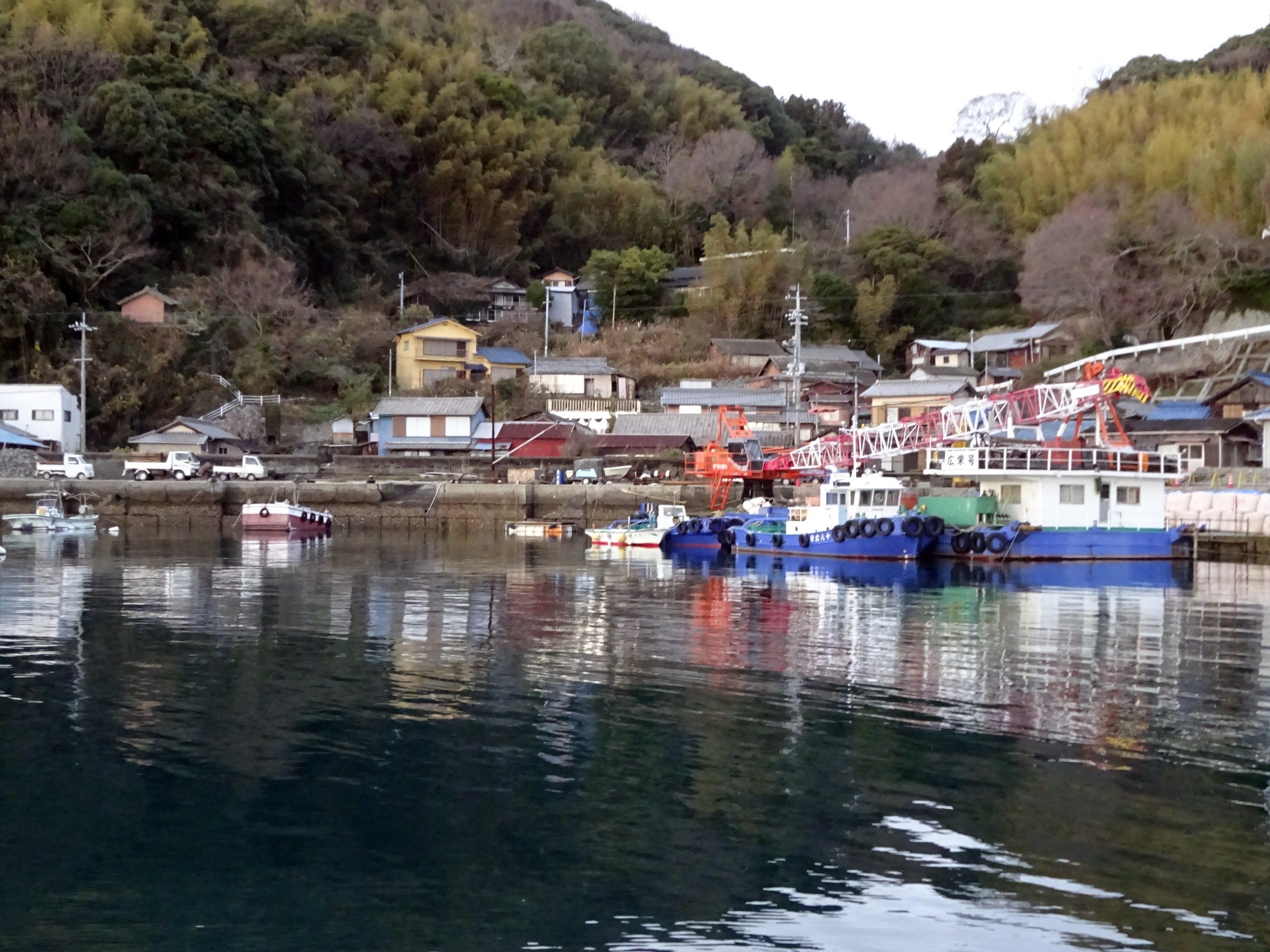
端島の端島港

端島（はしま）は、瀬戸内海西部にある柱島群島の島。山口県岩国市に属する。

## 地理・地勢
岩国港（新港）の南東約22kmにあり、全島が瀬戸内海国立公園に指定されている。最高峰は島南部にある標高128mの見壁山（むかべやま）である。
2018年（平成30年）4月現在、生活の中心を島内に置く人は20人程度で、中央の平坦地に集落が形成されている。

## 産業
漁業が産業の中心であり、水揚げの中心はメバル、アジ、カレイ、タコである。
かつては真珠、ハマチなどの養殖も行われていたが、現在は行われていない。漁業自体も過疎と高齢化により衰退している。船瀬の浜には、夏には島外からも海水浴客が集まる。

## 交通
岩国柱島海運株式会社が、岩国港 - 黒島 - 端島 - 柱島間で、定期船「すいせい」を1日3～4往復運航している。
ちなみに1往復は端島に寄港しない、岩国港～柱島直行便である。
かつては岩国港から「海上タクシーきりしま」(亀田商店)が運航した時期があったが、2019年（令和元年）現在は運航されていない。

## 行政・教育
端島は玖珂郡麻里布村の一部であったが、1928年（昭和3年）に町制が施行され、1940年（昭和15年）に麻里布町ほか4町村の合併により、岩国市となった。
岩国市立端島小学校・端島中学校があるが、中学校は1990年（平成2年）に休校している。
小学校は1988年（昭和63年）から2000年（平成１2年）まで児童がいなかったため休校となっていたが、2000年（平成12年）、2名の新一年生の入学によって再開された。
2007年（平成19年）4月の段階では1名の児童が多くの人達に支えられて登校していたが、2010年（平成22年）3月に卒業、端島小学校は再び休校となった。

## 郷土料理
- さつまみそ - 焼魚の白身と味噌をすりつぶしたもの。